# Zhongshan Donglu (häradshuvudort i Kina, Shaanxi, lat 34,38, long 107,15)
Zhongshan Donglu är en häradshuvudort i Kina. Den ligger i provinsen Shaanxi, i den nordvästra delen av landet, omkring 160 kilometer väster om provinshuvudstaden Xi'an. Antalet invånare är 30 781. Befolkningen består av 15 855 kvinnor och 14 926 män. Barn under 15 år utgör 12,0 %, vuxna 15-64 år 78 %, och äldre över 65 år 9,0 %.
Runt Zhongshan Donglu är det mycket tätbefolkat, med 1 411 invånare per kvadratkilometer. Närmaste större samhälle är Guozhen, 19,5 km öster om Zhongshan Donglu. Runt Zhongshan Donglu är det i huvudsak tätbebyggt.
Genomsnittlig årsnederbörd är 754 millimeter. Den regnigaste månaden är september, med i genomsnitt 159 mm nederbörd, och den torraste är december, med 2 mm nederbörd.